# Bryum simii
Bryum simii är en bladmossart som beskrevs av Schelpe in Magill och Edmund André Charles Lois Eloi `Ted' Schelpe 1979. Bryum simii ingår i släktet bryummossor, och familjen Bryaceae. Inga underarter finns listade i Catalogue of Life.